# Bahnhof Nagad
Der Bahnhof Dschibuti Nagad, auch nur Bahnhof Nagad (französisch Gare de Nagad - Djibouti) ist ein Personen- und Güterbahnhof in der Nähe der dschibutischen Hauptstadt Dschibuti beim Dorf Nagad. Der Bahnhof liegt an der normalspurigen Eisenbahnstrecke Addis Abeba-Dschibuti und wurde im Zuge dessen im Oktober 2016 eröffnet, der Personenverkehr begann Anfang 2018. Der Bahnhof wird von der Ethiopia Djibouti Railway betrieben.

## Geschichte
2012 vergab die dschibutische Regierung den Bauauftrag für den Abschnitt von der äthiopisch-dschibutischen Grenze bis zur dschibutischen Hauptstadt an die China Civil Engineering Construction, die auch einen Teil der Strecke auf der äthiopischen Seite errichtete. Die Baukosten für den dschibutischen Teil sollen sich auf 505 Millionen US-Dollar belaufen haben, die Bauarbeiten begannen im Juli 2013.
Der Bahnhof Nagad entstand praktisch vor den Toren der dschibutischen Hauptstadt Dschibuti in der Nähe des gleichnamigen Dorfes, zur Innenstadt beträgt die Entfernung gut 7 Kilometer. Der Bahnhof erhielt ein monumentales Empfangsgebäude mit einem Vorbau und zwei Seitenflügeln. Die Bahnhofsanlage selbst umfasst neben dem Bahnhofsgebäude eine Bahnsteigkante für die Personenzüge sowie eine größere Anlage für Güterzüge, die teilweise bis zum Hafenbahnhof von Dschibuti weiterfahren können. Auf dem Dach des Bahnhofes wurde der Bahnhofsname auf Französisch (Gare de Nagad) und Englisch (Nagad Station) angebracht.
Die offizielle Eröffnung der Eisenbahnstrecke fand am 5. Oktober 2016 statt, die ersten Reisezüge nach Addis Abeba fuhren Anfang 2018. Mit der Eröffnung verlor der alte innerstädtische Bahnhof von Dschibuti (Gare de Djibouti-Ville) der Meterspurbahn Addis Abeba–Dschibuti seine Funktion und wurde geschlossen. 
Betrieben wird der Bahnhof von der Ethiopia Djibouti Railway, die für die ersten sechs Jahre chinesisch kontrolliert ist, bevor diese anschließend in die Verantwortung der beiden beteiligten Länder übergeht.

## Verkehr
Vom Bahnhof Nagad verkehren an geraden Kalendertagen Fernverkehrszüge nach Addis Abeba, die für die Strecke ungefähr 16 Stunden benötigen. Die Gegenrichtung wird an ungeraden Kalendertagen bedient.